# Sainte-Foy-la-Longue
Sainte-Foy-la-Longue è un comune francese di 138 abitanti situato nel dipartimento della Gironda nella regione della Nuova Aquitania.

## Società

### Evoluzione demografica
Abitanti censiti